# Escaliéteur
Un escaliéteur ou escaliériste est un charpentier spécialisé dans la réalisation d'escaliers sur mesure, en bois, en métal, en verre ou en matériaux de synthèse,.